# Alpen Cup w skokach narciarskich 1995/1996
Alpen Cup w skokach narciarskich 1995/1996 – 6. edycja Alpen Cupu, która rozpoczęła się 16 grudnia 1995 roku w Predazzo, a zakończyła 10 marca 1996 w Planicy. Rozegrano 5 konkursów.

## Kalendarz i wyniki
| Lp.                                        | Data                                       | Miejscowość                                | Punkt K                                    | 1. miejsce        | 2. miejsce      | 3. miejsce        |
| ------------------------------------------ | ------------------------------------------ | ------------------------------------------ | ------------------------------------------ | ----------------- | --------------- | ----------------- |
| 1.                                         | 16 grudnia 1995                            | Predazzo                                   | K-90                                       | Karl-Heinz Dorner | Kai Bracht      | Jaka Grosar       |
| 2.                                         | 24 lutego 1996                             | Villach                                    | K-90                                       | Michael Kury      | Wolfgang Loitzl | Kai Bracht        |
| 3.                                         | 2 marca 1996                               | Kandersteg                                 | K-90                                       | Markus Eigentler  | Matija Stegnar  | Martin Zimmermann |
| 4.                                         | 9 marca 1996                               | Planica                                    | K-90                                       | Primož Peterka    | Peter Žonta     | Rico Parpan       |
| 5.                                         | 10 marca 1996                              | Planica                                    | K-90                                       | Primož Peterka    | Peter Žonta     | Matija Stegnar    |
| Alpen Cup 1995/1996 – klasyfikacja końcowa | Alpen Cup 1995/1996 – klasyfikacja końcowa | Alpen Cup 1995/1996 – klasyfikacja końcowa | Alpen Cup 1995/1996 – klasyfikacja końcowa | Primož Peterka    | Matija Stegnar  | Markus Eigentler  |

## Klasyfikacja generalna
| Źródło  | Źródło            | Źródło | Źródło |
| Miejsce | Zawodnik          | Punkty |        |
| ------- | ----------------- | ------ | ------ |
| 1.      | Primož Peterka    | 245    |        |
| 2.      | Matija Stegnar    | 214    |        |
| 3.      | Markus Eigentler  | 209    |        |
| 4.      | Peter Žonta       | 187    |        |
| 5.      | Martin Zimmermann | 165    |        |
| 6.      | Thomas Maier      | 147    |        |
| 7.      | Falko Krismayr    | 146    |        |
| 8.      | Michael Kury      | 140    |        |
| 8.      | Kai Bracht        | 140    |        |
| 10.     | Fabian Ebenhoch   | 130    |        |
| ...     |                   |        |        |